# Mühle Amanda (Kappeln)
Die Mühle Amanda ist eine Windmühle in Kappeln an der Schlei. Sie ist mit 32 Metern (24 Meter Kappenhöhe) die höchste Windmühle in Schleswig-Holstein. Neben der Mühle befindet sich ein Sägewerk, das heute als „working museum“ von den Kappelner Werkstätten betrieben wird.

## Geschichte
Nachdem die alte Mühle abgebrannt war, wurde 1888 die neue Mühle für 80.000 Goldmark gebaut. 1898 wurde sie von der Familie Hadenfeldt erworben, 1964 der Mahlbetrieb eingestellt und die Ventikantenflügel abgebaut. 1976 kaufte die Stadt Kappeln die Mühle und sanierte sie 1977. 1976 wurde sie auch unter Denkmalschutz gestellt. Seit 1990 ist sie als Kulturdenkmal eingetragen. 2007 wurde der obere achteckige Mühlenturm aufwendig gereinigt. 2024 musste die Mühle aus Brandschutzgründen geschlossen werden. Nach erfolgter Sanierung ist eine Wiedereröffnung zu Pfingsten 2026 geplant.

## Aufbau
Die neunstöckige (neunbödige) Galerieholländermühle ist bis zum Mühlenkopf massiv ausgeführt. Die unteren fünf Etagen sind in unverputztem ockerfarbenem Ziegelmauerwerk aufgemauert, davon die untersten vier als Vierkant, die fünfte als Achtkant. Sie trägt die hölzerne Galerie und dient als Sockel für die oberen vier, ebenfalls achtkantigen Etagen. Sie bilden den konkaven, sich verjüngenden, mit weißen Rundschindeln verkleideten Mühlenturm. Das Flügelkreuz hatte einen Durchmesser von 23 Metern. Es gab für windschwache Zeiten eine Dampfmaschine. Anfangs hatte die Mühle Segelgatterflügel. Später wurden diese durch Jalousieklappenflügel ersetzt. Von 1945 bis 1964 besaß die Mühle Bilausche Ventikanten, die zu einer Verdreifachung der Leistung führten. Heute hat sie wieder Segelgatterflügel.

## Sonstiges
In der Weihnachtszeit sind die Flügel beleuchtet. Man kann in der Mühle heiraten. Im zweiten Stock ist die Touristinformation untergebracht.